# DN73G
DN73G este un drum de interes cu o lungime de 3,7 km care face legătura între Cristian și Râșnov cu intersecțiile DN73, DN73B și DJ112B din județul Brașov.